# Дауни, Горд
Гордон Эдгар (Горд) Дауни (англ. Gordon Edgar 'Gord' Downie) — канадский рок-певец и автор-песенник XX—XXI веков. Известен как автор песен и фронтмен канадской рок-группы The Tragically Hip, а в последний период творчества также как сольный исполнитель. Лауреат 16 премий «Джуно» с группой The Tragically Hip (в том числе наград лучшей группе года, деятелю индустрии развлечений года и за лучший альбом и сингл года), индивидуальный лауреат в номинациях «Исполнитель года» (2018) и «Автор-песенник года» (2017, 2018).

## Биография
Родился в 1964 году в Амхерствью, вблизи Кингстона (Онтарио), в семье Лорны и Эдгарда Дауни, где, кроме него, были еще двое сыновей и две дочери. Отец работал коммивояжером, а позже перешел к операциям с недвижимостью. Горд вырос в Кингстоне, где в старших классах учился в Кингстонском колледже и профессионально-техническом институте (англ. Kingston Collegiate and Vocational Institute). Там он познакомился с рядом будущих участников группы The Tragically Hip и создал свою первую группу The Slinks. Помимо него, в группу входили Род Бейкер и Горд Синклер.
Позже играл в группе Filters. В 1983 году вместе с друзьями основал в Университете Куинс в Кингстоне группу The Tragically Hip, которая получила название по цитате из скетча «Части слона» Майкла Нейсмита (бывшего участника группы The Monkees). Группа начинала с выступлений в барах Кингстона, а позже в Торонто. На способности ее фронтмена обратили внимание музыкальные агенты Джейк Голд и Аллан Грегг, которые помогли The Tragically Hip заключить контракт с лейблом MCA Records. В 1987 году The Tragically Hip выпустили свой первый мини-альбом, называвшийся так же, как группа, а в 1989 году вышел их первый лонг-плей Up to Here. В число песен этого альбома входили ставшие культовыми «Blow At High Dough» и «New Orleans Is Sinking». После его выхода коллектив приобрел известность в Канаде и завоевал свою первую премию «Джуно» в номинации «Самая перспективная группа».
Продажи выпущенного в 1991 году второго альбома группы, Road Apples, в восемь раз превысили платиновый критерий в Канаде. На протяжении 1990-х годов каждый новый альбом The Tragically Hip поднимался до первого места в канадском чарте, хотя группа так и не завоевала популярности в соседних Соединенных Штатах, оставаясь музыкальным явлением национального масштаба. В текстах Дауни важное место занимали реминисценции на события канадской истории и активно выражаемая позиция в защиту оркужающей среды и прав коренного населения страны.
В начале XXI века, в перерыве между релизами The Tragically Hip, Дауни начал сольную карьеру, выпустив в 2001 году альбом Coke Machine Glow. В записи этого и ряда последующих альбомов участвовали музыканты, не игравшие в Tragically Hip (Джош Финлейсон, Жюли Дуарон, Кевин Херн, Тривен Дрейк), которые в Coke Machine Glow фигурировали под общим названием Goddamn Band, а во втором альбоме, Battle of the Nudes, как Country Miracles. С Дауни сотрудничала также кантри-группа The Dinner Is Ruined. До конца первого десятилетия XXI века Дауни записал еще три альбома с Tragically Hip, а также снялся в небольших ролях и камео в ряде фильмов.
Среди альбомов Дауни, вышедших после 2010 года, был совместный с группой The Sadies диск And the Conquering Sun. Он продолжал общественную деятельность, основав фонд, занимавшийся поддержкой процесса примирения между коренным и некоренным населением Канады. Фонд получил имя Чани Уэнжака, мальчика из народа анишинаабе, погибшего в 1966 году при попытке побега из индейского интерната. Чани был посвящен мультимедийный проект Дауни Secret Path, увидевший свет в 2016 году. Этот проект в 2017 году принес Дауни премию «Джуно» как лучшему автору-песеннику года.
В мае 2016 года Дауни объявил, что у него диагностирована неизлечимая опухоль мозга — глиобластома. Несмотря на смертельную болезнь, он участвовал в промо-туре 13-го студийного альбома The Tragically Hip, Man Machine Poem. Тур завершился 16 августа 2016 года масштабным концертом в кингстонском спортивном комплексе K-Rock Centre, трансляцию которого в Интернете и на CBC посмотрели около 12 млн человек. В декабре того же года агентство Canadian Press признало Дауни «ньюсмейкером года». Он стал первым деятелем индустрии развлечений, получившим это звание.
В июне 2017 года Дауни и прочие музыканты группы The Tragically Hip были награждены орденом Канады. Позже было объявлено, что последний сольный диск Дауни, Introduce Yerself, поступит в продажу 27 октября того же года. Дауни скончался 17 октября, не дожив до релиза 10 дней. В день смерти Дауни его песни и песни The Tragically Hip исполнялись на канадских радиостанциях в 15 раз чаще обычного, а часть станций даже ограничила репертуар только этими песнями. Он второй раз подряд получил звание ньюсмейкера года. В следующем году альбом Introduce Yerself и его автор были удостоены трех премий «Джуно», в том числе премии лучшему исполнителю года. Посмертно Дауни получил также две премии Canadian Screen Awards за проект Secret Path.
В последующие годы из архивных записей были составлены и вышли в свет несколько посмертных альбомов Дауни — Away is Mine (2020, записи, сделанные в июле 2017 года), Lustre Parfait (2023, с Бобом Роком), а также мини-альбом The Tragically Hip Saskadelphia (2021), содержащий материал, который был записан еще в 1991 году при работе над альбомом Road Apples.

## Альбомы
В составе The Tragically Hip
- 1987 — The Tragically Hip (мини)
- 1989 — Up to Here
- 1992 — Fully Completely
- 1994 — Day for Night
- 1996 — Trouble at the Henhouse
- 1997 — Live Between Us (концертный)
- 1998 — Phantom Power
- 2000 — Music @ Work
- 2002 — In Violet Light
- 2004 — In Between Evolution
- 2005 — Yer Favourites (сборник)
- 2006 — World Container
- 2009 — We Are the Same
- 2012 — Now for Plan A
- 2016 — Man Machine Poem
- 2021 — Saskadelphia (мини, посмертный)
- 2022 — Live at the Roxy (концертный, посмертный)

Сольные и с другими исполнителями
- 2001 — Coke Machine Glow
- 2003 — Battle of the Nudes
- 2010 — The Grand Bounce
- 2014 — And the Conquering Sun (с The Sadies[англ.])
- 2016 — Secret Path
- 2017 — Introduce Yerself
- 2020 — Away Is Mine (посмертный)
- 2021 — Coke Machine Glow: Songwriters' Cabal (посмертный)
- 2023 — Lustre Parfait (посмертный, с Бобом Роком)